# Strauchige Sode
Die Strauchige Sode (Suaeda vera) ist eine Pflanzenart aus der Gattung der Soden (Suaeda)  in der Unterfamilie Suaedoideae der Familie der Fuchsschwanzgewächse (Amaranthaceae).

## Beschreibung

### Vegetative Merkmale
Die Strauchige Sode ist ein kleiner, stark verzweigter, aufrechter Strauch, der 30 bis 120 Zentimeter hoch wird. Seine Äste sind aufrecht oder aufrecht-abstehend und weißlich. Seine dicklichen, walzlichen bis halbstielrunden Blätter sind wechselständig, sie sind graugrün oder etwas rötlich. Die kleinen, sitzenden Blätter sind 5 bis 18 Millimeter lang, etwa 1 Millimeter breit und enden in einer kurzen Spitze. Der Strauch ist ziemlich dicht mit Blättern besetzt.

### Generative Merkmale

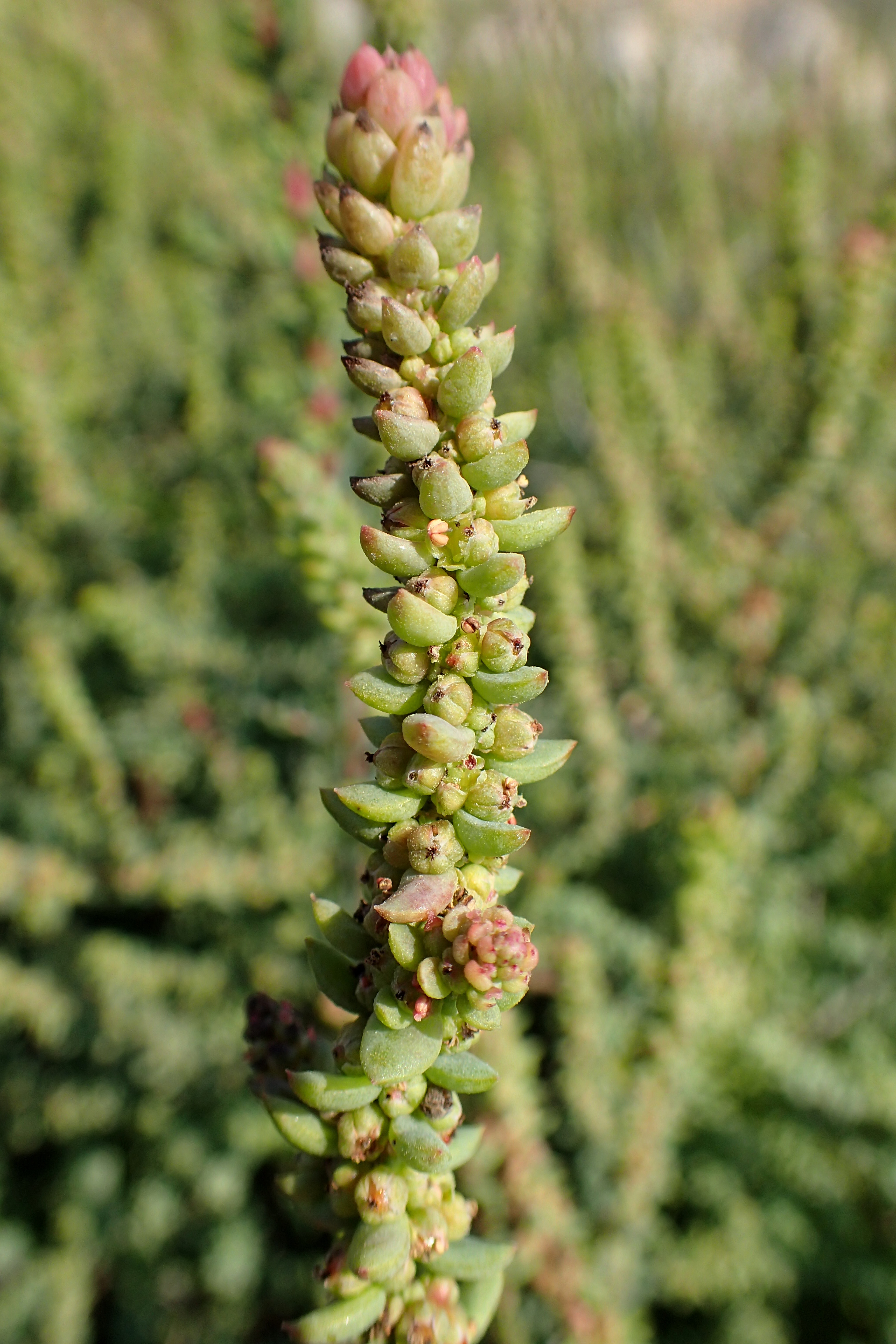
Blütenstand

Die zwittrigen Blüten haben eine unscheinbare, zusammenneigende, fünflappige, fast kugelige und grüne, einfache Blütenhülle. Sie sitzen zu 1 bis 3 in den Blattachseln und bilden einen ährenförmigen Blütenstand. Es sind 5 kurze Staubblätter vorhanden und der oberständige Fruchtknoten trägt 3 verwachsene Narben. Die Samen im fruchtenden Perianth (Utrikel) sind glatt.
Die Blütezeit ist Juni bis Juli.
Die Chromosomenzahl beträgt 2n =18 oder 36.

## Vorkommen
Suaeda vera kommt in Madeira, auf den Kanaren, den Kapverden und Selvagens, in Marokko, Algerien, Tunesien, Libyen, Ägypten, Israel, Jordanien, im Libanon, Portugal, Gibraltar, Spanien, den Balearen, Korsika, Sardinien, Sizilien, Malta, Frankreich, Großbritannien, Italien, in Kroatien, Serbien, Montenegro, Albanien, in Griechenland, in der Ägäis, in Kreta, Zypern und auf der Sinai-Halbinsel vor. Die Strauchige Sode gedeiht in Salzsümpfen und an Felsküsten.
2020 wurde Suaeda vera erstmals in Deutschland (Hallig Hooge) gefunden.

## Taxonomie
Die Strauchige Sode wurde von Johann Friedrich Gmelin in Syst. Nat. 2: 503, 1791 erstbeschrieben. Er übernahm den Namen aber von Peter Forsskål. Synonyme sind Suaeda laxifolia Lowe, Suaeda longifolia W.D.J.Koch und Suaeda fruticosa subsp. vera (J.F.Gmel.) Maire & Weiller.